# 淋巴因子
淋巴因子（Lymphokine）是细胞因子的一亚类，指由淋巴细胞产生的细胞因子，属于多肽类介质。通常是由T细胞产生的通过影响其他免疫细胞的功能而改变免疫系统的反应；例如吸引巨噬细胞及其他淋巴细胞至感染处，随后激活它们使之准备发动免疫反应；又如协助B细胞制造抗体。
这一术语已经过时，因为后续发现相同因子可由非淋巴细胞分泌，所以现常统称为细胞因子。